# 1639 км (зупинний пункт)
1639 км — пасажирський зупинний пункт Ужгородської дирекції Львівської залізниці. Розташований неподалік від села Скотарське Мукачівського району Закарпатської області між станціями Бескид і Скотарське.

## Загальна інформація
За 1 км від зупинки в напрямку станції Бескид починається одноколійний Бескидський тунель довжиною 1,75 км.
Приблизно за 0,02 км від зупинного пункту у напрямку станції Скотарське розташований 120-метровий залізничний міст, а далі два паралельних тунелі довжиною 190 м.
Поблизу зупинного пункту відсутні населені пункти, тому послугами залізничного транспорту користуються поодинокі туристи та чергові працівники залізничних тунелів.